# 交野市立旭小学校
交野市立旭小学校（かたのしりつ あさひ しょうがっこう）は、大阪府交野市にある公立小学校。
交野市で8番目の市立小学校として、1977年に交野市立星田小学校より分離開校した。

## 沿革
- 1977年4月1日 - 交野市立旭小学校として開校。
- 1977年9月20日 - 校章制定。
- 1979年2月23日 - 校歌制定。
- 1993年 - 文部省から、図画工作科の研究校に指定される（1994年度までの2年間）。
- 1997年7月1日 - 校区変更。従来の校区の一部を交野市立星田小学校の校区とする。

## 通学区域
- 交野市 星田4丁目（一部）、星田5丁目（一部）、星田6丁目・7丁目の全域、星田山手1丁目～5丁目、星田西1丁目～5丁目、大字星田（一部）。

卒業生は交野市立第三中学校に進学する。

## 交通
- JR片町線（学研都市線） 星田駅 （東口）から、約440m・約7分。
- 京阪バス 星田四丁目バス停